# 白贝罗环形山

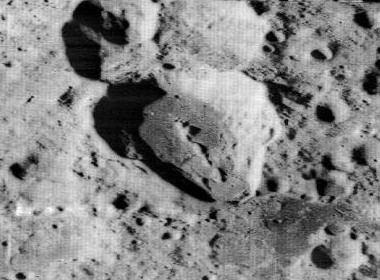
月球轨道器2号拍摄的图像

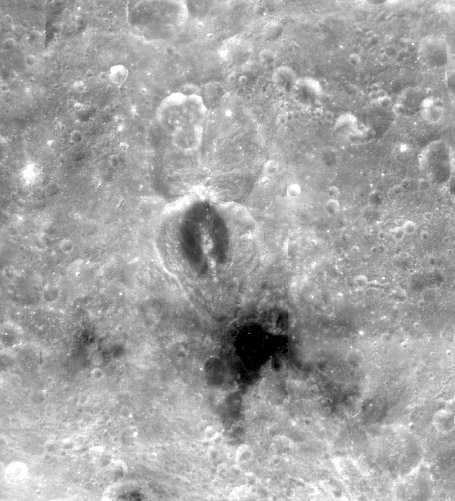
克莱门汀号拍摄的白贝罗环形山周边，低反照率的暗黑区为奢湖。

白贝罗环形山(Buys-Ballot)是月球背面位于奢湖以北的一座撞击坑，约形成于酒海纪，其名称取自荷兰化学家及气象学家赫里斯托福鲁斯·亨里克斯·迪德里克斯·白贝罗(1817年-1890年)，1970年被国际天文联合会正式批准接受。

## 描述
该陨坑位于弗罗因德利希-沙罗诺夫盆地内，西北紧邻弗罗因德利希环形山；西北坐落着但丁环形山；维尔塔宁陨石坑和安德森环形山分别位于它的东南和西南。该环形山的中心月面坐标为20°52′N 174°49′E / 20.86°N 174.82°E，直径66.38公里，深度2.742公里。
白贝罗环形山外形独特，南北向特长，长度接近东西宽度的二倍，其轮廓类似北粗南细的梨形状，其原因可能是缘于低角度撞击的结果。尽管形状怪异，但该陨坑尚未显示有明显的磨损，边缘及坑底仅散落着一些细小的陨坑。陨坑壁最大高出周边地形1260米，内部容积3850.2公里³。
坑底中间一道纵向的山脊将南部表面一分为二，并向北延伸至陨坑最宽处；陨坑最宽处地表已部分被玄武质熔岩覆盖，形成一处环中央山脊北端，反照率较周围更低的区域。坑内其余地区地形略为崎岖和不规则，尤其是南半部。
该环形山的北端连接了由卫星坑"白贝罗 Y"和"白贝罗 Z"组成的另一怪异的撞击结构，二座卫星坑相互就像镜中之影，中间通过一道狭窄的山脊连接在一起，并向北扩展，远至各自宽度的二倍处。二座卫星坑的内部地表都不太规则，它们之间的主要区别是：卫星坑"白贝罗 Y"的北端有一座同心环结构。

## 卫星陨石坑
按惯例，最靠近白贝罗环形山的卫星坑在月图上以字母标注在该坑中心点的旁边。
| 白贝罗 | 纬度     | 经度      | 直径      |
| ------ | -------- | --------- | --------- |
| H      | 19.53° N | 179.61° E | 24.03公里 |
| Q      | 19.74° N | 172.90° E | 59.57公里 |
| Y      | 23.02° N | 174.35° E | 24.76公里 |
| Z      | 22.54° N | 174.73° E | 59.21公里 |

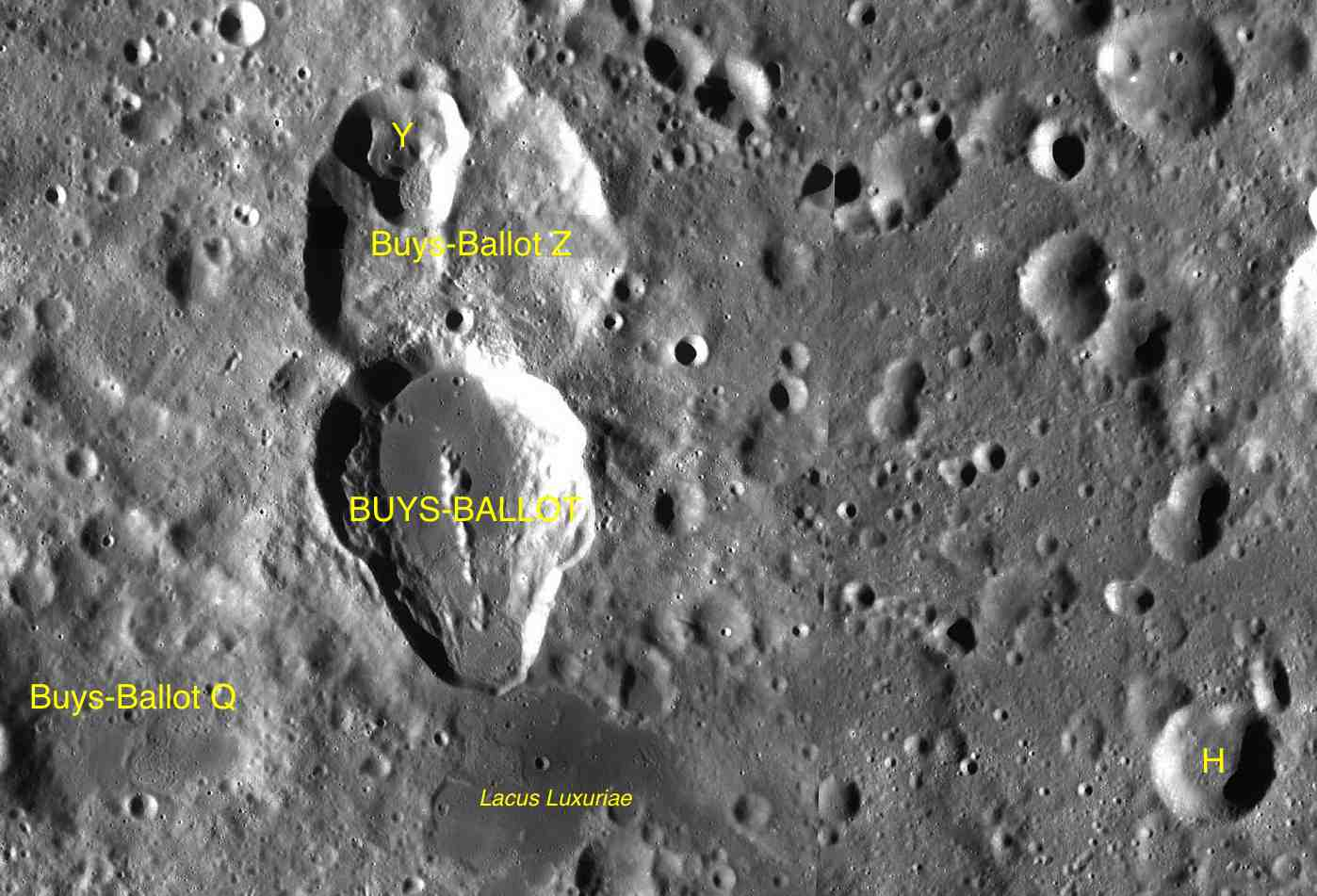
LAC-50 月面地图.

- 卫星坑"白贝罗 Y"和"白贝罗 Z"形成于 酒海纪[1]。

## 图集

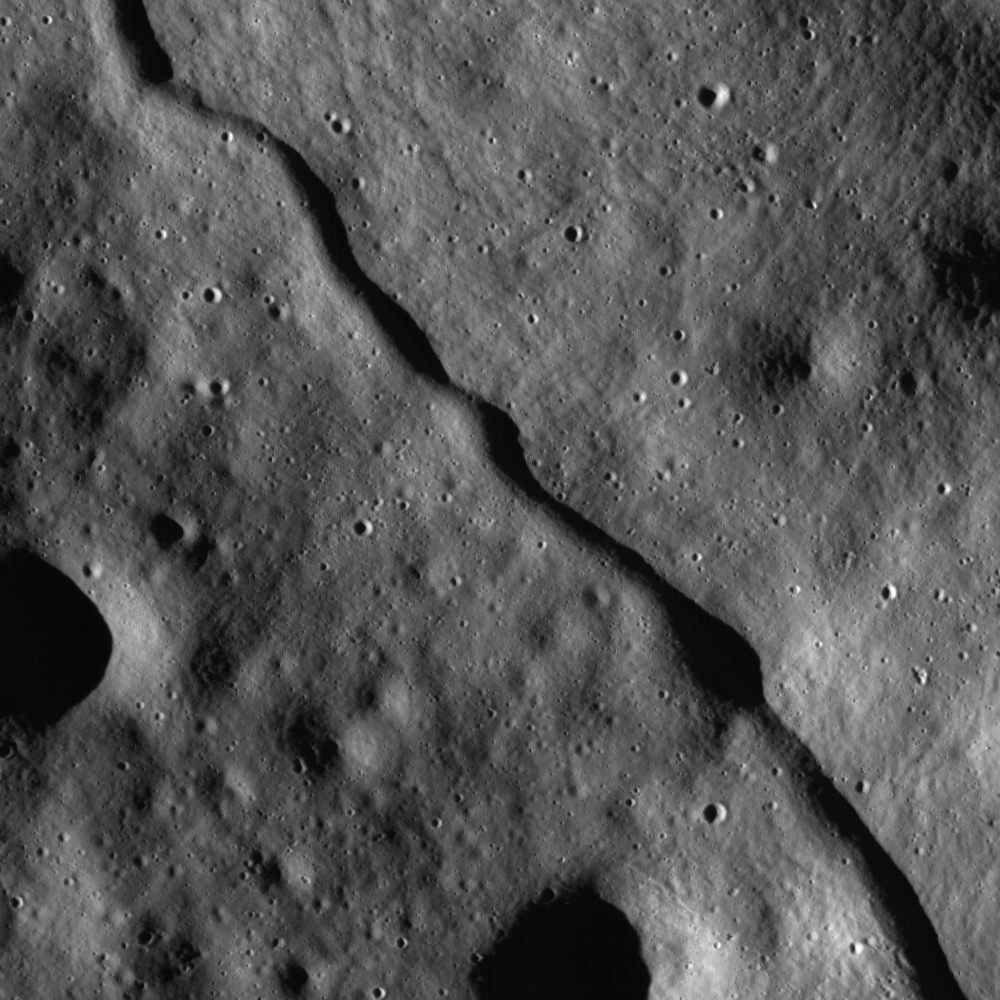
位于白贝罗环形山东北内壁坡底的山脊，月球勘测轨道飞行器拍摄，宽度约1410米。